# Landkreis Augsburg
Landkreis Augsburg – powiat ziemski w Niemczech, w kraju związkowym Bawaria, w rejencji Szwabia, w regionie Augsburg.
Siedzibą powiatu jest miasto na prawach powiatu Augsburg.

## Podział administracyjny
W skład powiatu wchodzi:
- sześć gmin miejskich (Stadt)
- osiem gmin targowych (Markt)
- 32 gminy (pozostałe) (Gemeinde)
- siedem wspólnot administracyjnych (Verwaltungsgemeinschaft)
- jeden obszar wolny administracyjnie (gemeindefreies Gebiet)

Miasta:
| Lp. | Nazwa miasta  | Ludność (31.12.2012) | Powierzchnia km² |
| --- | ------------- | -------------------- | ---------------- |
| 1   | Bobingen      | 16.471               | 50,45            |
| 2   | Gersthofen    | 21 106               | 33,95            |
| 3   | Königsbrunn   | 27 177               | 18,40            |
| 4   | Neusäß        | 21 265               | 25,14            |
| 5   | Schwabmünchen | 13 321               | 55,51            |
| 6   | Stadtbergen   | 14 419               | 11,50            |

Gminy targowe:
| Lp. | Nazwa gminy targowej | Ludność (31.12.2012) | Powierzchnia km² |
| --- | -------------------- | -------------------- | ---------------- |
| 1   | Biberbach            | 3418                 | 36,90            |
| 2   | Diedorf              | 9729                 | 33,21            |
| 3   | Dinkelscherben       | 6434                 | 67,70            |
| 4   | Fischach             | 4593                 | 30,10            |
| 5   | Meitingen            | 10 804               | 29,87            |
| 6   | Thierhaupten         | 3860                 | 39,15            |
| 7   | Welden               | 3565                 | 17,96            |
| 8   | Zusmarshausen        | 6085                 | 68,72            |

Gminy (pozostałe):
| Lp. | Nazwa gminy       | Ludność (31.12.2012) | Powierzchnia km² |
| --- | ----------------- | -------------------- | ---------------- |
| 1   | Adelsried         | 2233                 | 9,70             |
| 2   | Allmannshofen     | 817                  | 10,31            |
| 3   | Altenmünster      | 3752                 | 41,30            |
| 4   | Aystetten         | 2962                 | 9,35             |
| 5   | Bonstetten        | 1238                 | 6,71             |
| 6   | Ehingen           | 970                  | 9,64             |
| 7   | Ellgau            | 1026                 | 13,89            |
| 8   | Emersacker        | 1330                 | 11,77            |
| 9   | Gablingen         | 4574                 | 26,74            |
| 10  | Gessertshausen    | 4078                 | 41,34            |
| 11  | Graben            | 3658                 | 14,56            |
| 12  | Großaitingen      | 4871                 | 39,09            |
| 13  | Heretsried        | 954                  | 17,31            |
| 14  | Hiltenfingen      | 1446                 | 14,55            |
| 15  | Horgau            | 2505                 | 26,52            |
| 16  | Kleinaitingen     | 1166                 | 15,67            |
| 17  | Klosterlechfeld   | 2755                 | 2,80             |
| 18  | Kühlenthal        | 817                  | 7,13             |
| 19  | Kutzenhausen      | 2473                 | 27,93            |
| 20  | Langenneufnach    | 1676                 | 12,87            |
| 21  | Langerringen      | 1238                 | 42,10            |
| 22  | Langweid am Lech  | 7362                 | 23,54            |
| 23  | Mickhausen        | 1371                 | 15,48            |
| 24  | Mittelneufnach    | 1061                 | 16,97            |
| 25  | Nordendorf        | 2286                 | 7,51             |
| 26  | Oberottmarshausen | 1637                 | 8,60             |
| 27  | Scherstetten      | 1004                 | 15,69            |
| 28  | Untermeitingen    | 6409                 | 15,58            |
| 29  | Ustersbach        | 1067                 | 11,14            |
| 30  | Walkertshofen     | 1158                 | 12,68            |
| 31  | Wehringen         | 2911                 | 13,96            |
| 32  | Westendorf        | 1528                 | 6,32             |

Wspólnoty administracyjne:
| Lp. | Nazwa wspólnoty administracyjnej | Ludność (31.12.2012) | Powierzchnia km² | Liczba gmin |
| --- | -------------------------------- | -------------------- | ---------------- | ----------- |
| 1   | Gessertshausen                   | 5145                 | 52,48            | 2           |
| 2   | Großaitingen                     | 7674                 | 66,36            | 3           |
| 3   | Langerringen                     | 5108                 | 55,65            | 2           |
| 4   | Lechfeld                         | 9164                 | 18,38            | 2           |
| 5   | Nordendorf                       | 7444                 | 54,80            | 6           |
| 6   | Stauden                          | 6270                 | 73,68            | 5           |
| 7   | Welden                           | 7087                 | 53,75            | 4           |

Obszary wolne administracyjnie:
| Lp. | Nazwa obszaru  | Ludność (31.12.2012) | Powierzchnia km² |
| --- | -------------- | -------------------- | ---------------- |
| 1   | Schmellerforst | niezamieszkany       | 3,28             |

## Polityka

### Kreistag
|                          |                          | 2002    | 2002    | 2002    | 2008    | 2008    | 2008    |
| miejsca                  | %                        | głosy   | miejsca | %       | głosy   |         |         |
| ------------------------ | ------------------------ | ------- | ------- | ------- | ------- | ------- | ------- |
|                          | CSU                      | 37      | 52,4%   | 56 624  | 34      | 47,9%   | 51 844  |
|                          | SPD                      | 16      | 22,8%   | 24 651  | 14      | 20,3%   | 21 897  |
|                          | Zieloni                  | 5       | 7,6%    | 8180    | 6       | 8,4%    | 9033    |
|                          | FW                       | 9       | 12,2%   | 13 219  | 11      | 15,7%   | 17 023  |
|                          | FDP                      | 2       | 3,2%    | 3474    | 3       | 4,1%    | 4388    |
|                          | REP                      | 1       | 1,8%    | 1937    | 1       | 2,0%    | 2174    |
|                          | ödp                      | –       | –       | –       | 1       | 1,6%    | 1765    |
|                          |                          | 70      | 100%    | 108 085 | 70      | 100%    | 108 124 |
| uprawnieni do głosowania | uprawnieni do głosowania | 177 141 | 177 141 | 177 141 | 184 332 | 184 332 | 184 332 |
| głosy ważne              | głosy ważne              | 108 085 | 108 085 | 108 085 | 108 124 | 108 124 | 108 124 |
| głosy nieważne           | głosy nieważne           | 4460    | 4460    | 4460    | 5132    | 5132    | 5132    |
| frekwencja               | frekwencja               | 63,5%   | 63,5%   | 63,5%   | 61,4%   | 61,4%   | 61,4%   |